# Antoine Hérouard

Wappen von Antoine Hérouard als Erzbistum Dijon

Antoine Henry Pierre Marie Hérouard (* 10. August 1956 in Neuilly-sur-Seine) ist ein französischer Geistlicher und römisch-katholischer Erzbischof von Dijon.

## Leben
Antoine Hérouard empfing am 29. Juni 1985 das Sakrament der Priesterweihe für das Erzbistum Paris.
Am 22. Februar 2017 ernannte ihn Papst Franziskus zum Titularbischof von Maillezais und zum Weihbischof in Lille. Der Erzbischof von Lille, Laurent Ulrich, spendete ihm am 30. April desselben Jahres die Bischofsweihe. Mitkonsekratoren waren der Bischof von Arras, Jean-Paul Jaeger, und der Bischof von Évry-Corbeil-Essonnes, Michel Marie Jacques Dubost.
Papst Franziskus bestellte ihn am 11. Februar 2022 zum Erzbischof von Dijon. Die Amtseinführung fand am 13. März desselben Jahres statt.